# 나노북

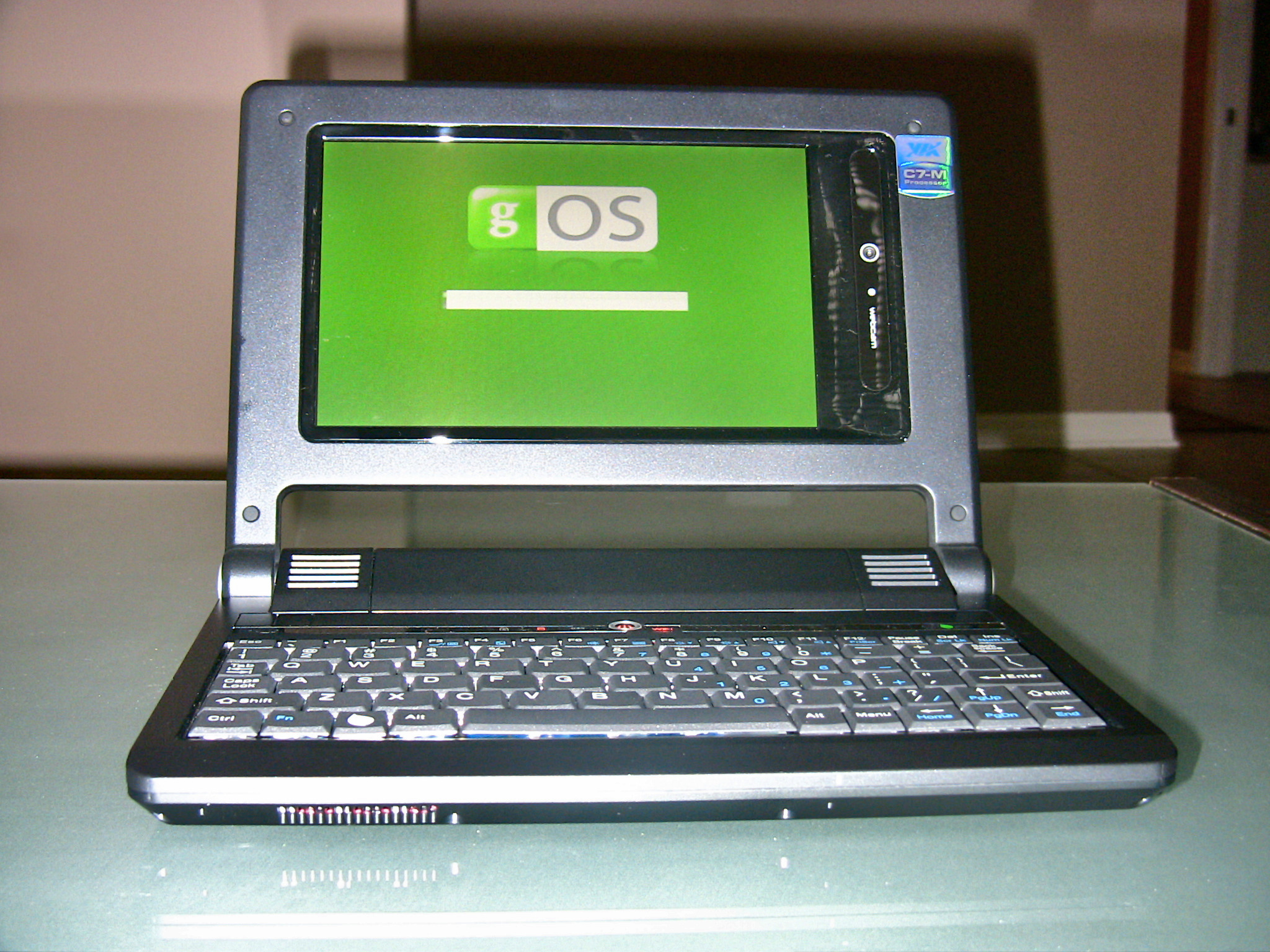
에버렉스의 클라우드북

나노북(NanoBook)은 비아 테크놀로지스의 울트라 모바일 PC 참조 디자인이다. 이 제품은 클램셸 폼 팩터, 7인치 800×480 터치스크린 디스플레이 및 풀사이즈 키보드를 갖추고 있다. 무게는 850g(약 1.87lb) 미만이며 배터리 수명은 최대 4.5시간이다. VIA UniChrome Pro II IGP 통합 그래픽을 탑재하고 1.2-GHz VIA C7-M 초저전압 프로세서로 구동되는 VIA VX700 칩셋을 기반으로 한다. 최대 1GB DDR2 메모리, 최소 30GB 하드 드라이브, 802.11g WiFi, Bluetooth 및 이더넷 지원은 물론 4-in-1 카드 리더기, DVI 포트 및 2개의 USB 2.0 포트가 포함된다.
회사의 보도 자료에 따르면 사용자가 이동 중에도 추가적인 유연성을 제공하기 위해 비아 나노북은 화면 옆에 다양한 세계 시간 시계/캘린더, GPS, VOIP 및 광대역 무선 모듈의 스냅인 통합을 가능하게 하는 USB 슬롯을 갖추고 있다.
나노북은 "공격적인 소비자 가격대를 겨냥"했으며 2007년 하반기부터 글로벌 OEM 및 SI를 통해 출시되었다.

## 같이 보기
- Eee PC
- 울트라 모바일 PC